# Saint-Germain-sur-Sarthe

Saint-Germain-sur-Sarthe este o comună în departamentul Sarthe, Franța. În 2009 avea o populație de 535 de locuitori.